# Can't Take That Away (Mariah's Theme)
Can't Take That Away (Mariah's Theme) è una canzone scritta dalla cantautrice statunitense Mariah Carey e da Diane Warren, e prodotta dalla Carey, insieme a Jimmy Jam e Terry Lewis per il nono album della Carey Rainbow del 1999, dal quale è stato estratto come terzo singolo.

## Il brano
Secondo quanto dichiarato da Mariah Carey, la scrittura di "Can't Take That Away (Mariah's Theme)" la aiutò a superare dei momenti di tensione emotiva con i manager della sua etichetta discografica e più in generale tratta dei momenti in cui si sente sopraffatta da terzi. All'inizio della produzione dell'album Rainbow la Carey dichiarò di sentirsi sotto pressione perché l'album fosse finito in tempi brevi, trattandosi del suo ultimo disco con la Columbia. Nei momenti difficili, seguenti al divorzio da Tommy Mottola, la scrittura di brani e il canto la aiutarono e commentò che sperava che lo stesso succedesse con i suoi ascoltatori. Mariah Carey auspicò che la ballata diventasse un inno per i suoi fan e per tutti gli ascoltatori che attraversavano momenti ostici. Durante la registrazione di Mariah Carey Homecoming Special, la cantautrice confidò agli spettatori che sperava che la canzone avrebbe aiutato i superstiti e le persone che avevano perso qualcuno durante il massacro della Columbine High School nel 1999. Per questo motivo la Carey fu inflessibile perché la canzone venisse inclusa nell'album e che fosse estratta come singolo nel 2000.
"Can't Take That Away (Mariah's Theme)" è una canzone lenta pop e R&B. La sua strumentazione include violino, pianoforte e organo. La ballata è in tempo comune con una velocità di 52 battiti al minuto. La ballad è stata scritta in chiave di La maggiore, con la voce della Carey che copre quasi tre ottave dal La al Fa#5, dalla cantautrice stessa con Diane Warren, che raramente co-scrive brani. Sebbene non sfociarono mai in dispute aperte, le due non si trovarono spesso d'accordo sulle scelte artistiche: la Carey tacciò la Warren di essere ripetitiva nei suoi versi. Le due scrissero inoltre il brano "There for Me", pubblicata in seguito come lato B del singolo "Never Too Far/Hero Medley". Nel testo del brano la protagonista descrive la sofferenza di sentirsi messa alle spalle da terzi e canta di come superare le avversità con fiducia, coraggio e confidando in Dio. La Carey dichiara che sebbene provino a farla soccombere, lei non li lascerà vincere: "There's a light in me that shines brightly. They can try but they can't take that away from me" (C'è una luce che risplende in me. Possono provarci, ma non riusciranno a portarmela via).

## Tracce
CD Single europeo
1. "Can't Take That Away (Mariah's Theme)"
2. "Can't Take That Away (Mariah's Theme)" (Morales Club Mix)
3. "Can't Take That Away (Mariah's Theme)" (Morales Club Instrumental)
4. "Can't Take That Away (Mariah's Theme)" (Morales Radio Edit)

American CD1
1. "Can't Take That Away (Mariah's Theme)"
2. "Crybaby"
3. "Heartbreaker/Love Hangover"

American CD2
1. "Can't Take That Away (Mariah's Theme)" (Morales Revival Triumphant Mix)
2. "Can't Take That Away (Mariah's Theme)" (Morales Club Mix)
3. "Can't Take That Away (Mariah's Theme)" (Morales Instrumental)
4. "Crybaby"
5. "Can't Take That Away (Mariah's Theme)"

## Classifiche
| Classifica (2000)                        | Posizione più alta |
| ---------------------------------------- | ------------------ |
| U.S. Billboard Hot 100                   | 28                 |
| U.S. Billboard Hot Dance Music/Club Play | 6                  |
| U.S. ARC Weekly Top 40                   | 21                 |
| Canada                                   | 4                  |
| Brasile                                  | 27                 |
| Paesi Bassi                              | 65                 |